# Храмченко, Василий Павлович
Василий Павлович Храмченко (1907—2002) — советский лётчик, участник Великой Отечественной войны, полковник авиации в отставке.
В первый день Великой Отечественной войны 22 июня 1941 года одним из первых советских лётчиков сбил немецкий самолёт и совершил воздушный таран. Принимал участие в таких крупных военных операциях, как Московская битва, Курская битва, Белорусская наступательная операция, Висло-Одерская операция и битва за Берлин, пройдя путь от командира эскадрильи до командира дивизии. Освоил и летал почти на всех типах самолётов.
В 1946 году по ранению был демобилизован и связал свою судьбу с городом Тула. Работал в Тульском аэроклубе, на Тульском машиностроительном заводе и в Тулгорстрое. Являлся членом президиума областного Совета ветеранов войны, труда, Вооружённых Сил и правоохранительных органов. Почётный гражданин городов Тулы, Плавска и посёлка Волово Тульской области.

## Биография

### Ранние годы
Родился 13 марта 1907 года в посёлке Ивот Дятьковской волости Брянского уезда Орловской губернии (ныне Брянская область России) в многодетной крестьянской семье. Окончил четырёхлетнюю церковно-приходскую школу. С 13 лет помогал по хозяйству, научился пахать, косить, запрягать лошадь и доить корову.
С детства «заболел» авиацией, когда увидел в небе настоящий самолёт. Окончил вечерний рабфак и подготовительные курсы в Ленинграде. В 1929 году по комсомольской путевке направлен в ряды РККА. Член ВКП(б)/КПСС с 1931 года.
В 1931 году окончил Рязанскую пехотную школу, в 1932 году — Саратовскую танковую школу, в 1934 году — Борисоглебскую школу лётчиков имени Чкалова. Командовал взводом 163-го образцового полка в Белгороде, танковым взводом. Затем был командиром звена в авиачастях в Баку и Тбилиси, командовал авиаэскадрильями в Борисоглебской, Львовской и Черниговской авиашколах. Освоил и летал почти на всех типах самолётов.
В 1937 году получил свою первую награду за успешное выполнение задания Генерального штаба Красной Армии по фотографированию ирано-иракской границы.
Перед войной служил в Черниговском военно-авиационном училище.

### Первый воздушный бой
Участник Великой Отечественной войне с первого дня. На рассвете 22 июня 1941 года принял свой первый воздушный бой около Чернигова (ныне Украина). По воспоминаниям Храмченко, «Это было в Чернигове. Я командовал эскадрильей, сформированной авиационной школой. Готовились к открытию учебных лагерей на аэродроме „Певцы“. Около 4 часов утра мы с дежурным проверяли, все ли готово. Вдруг услышали в небе гул приближающихся самолётов, а затем увидели с запада и сами бомбардировщики. Они приближались к нашему аэродрому. Это были немецкие самолеты „Хейнкель-111“. Их было 27. Летели клином — три девятки. Внезапно одна девятка отстала от других и стала перестраиваться. Другие самолеты улетели дальше. От оставшихся самолетов отделились черные точки. Неужели бомбы, промелькнула страшная догадка. И в самом деле! Да ведь это же война!».
Храмченко взлетел на своём истребителе И-16, чтобы достать немецкие бомбардировщики. Немецкие лётчики дважды безуспешно бомбили мост через Десну. Сократив расстояние до ведущего самолёта до 100 метров, Храмченко длинной очередью подбил его. Затем завязал воздушный бой с оставшимися 8-ю бомбардировщиками. Атаковав очередной бомбардировщик, добился попадания, и из самолёта пошёл дым, но он продолжал лететь. В этот момент закончился боекомплект, и Храмченко принял решение идти на таран. Срезал своим винтом хвост бомбардировщика, но и сам попал под обстрел и пошёл к земле. Храмченко сумел выброситься из кабины только перед самой землей. Самолёт упал на землю и взорвался на несколько секунд раньше него, и тем самым, взрывная волна смягчила удар при падении. Был сильно контужен и направлен в госпиталь на излечение.

### Дальнейшая служба
После излечения в госпитале врачи запретили ему летать на истребителях. Пришлось пересесть на тихоходный ночной бомбардировщик Р-5.
Храмченко было поручено срочно восстановить боеспособность воздушной дивизии. Бывший её командир приказал лётчикам рассредоточиться по разным аэродромам, при этом часть самолётов улетела, а часть уже была уничтожена. Храмченко собрал оставшиеся самолёты и взялся за работу.
Свой второй самолёт Храмченко уничтожил тараном в районе города Речица Гомельской области. В конце июля 1941 года по заданию комкора Л. Г. Петровского им был уничтожен мост на реке Березине у села Титовка, севернее Бобруйска. В последнем налёте на мост потеряли сразу десять самолётов. От огня зенитной артиллерии машина Храмченко также была повреждена, и ему пришлось садиться на болото. Шесть суток Василий тащил на себе раненого штурмана Алексея Логачёва, пока не наткнулся на домик лесника, где и оставил товарища. Добравшись до своих, на По-2 летал забирать своего раненого штурмана.
В дальнейшем защищал небо Москвы и Тулы, участвовал в освобождении Воронежа, Курска и Гомеля, Черниговской области и Белоруссии, участвовал в Висло-Одерской и Берлинской операциях. Командовал 63-й отдельной авиационной эскадрильей 21-й армии Центрального фронта, 594-м бомбардировочным авиационным полком 61-й армии Брянского фронта, 594-м штурмовым авиационным полком 214-й авиационной дивизии 1-й воздушной армии Западного фронта, 218-м штурмовым авиационным полком 299-й штурмовой авиационной дивизии 15-й воздушной армии Брянского фронта. Подполковник В. П. Храмченко назначен заместителем командира, а затем 10 августа 1944 года — командиром 299-й штурмовой авиационной дивизии 16-й воздушной армии 1-го Белорусского фронта. А уже 19 августа 1944 года дивизия преобразована в 11-ю гвардейскую штурмовую авиационную дивизию. В приказе войскам 48-й армии от 5 сентября 1944 года командиру 11-й гвардейской штурмовой авиационной дивизии гвардии подполковнику В. П. Храмченко и всему личному составу дивизии за отличные боевые действия при прорыве обороны противника западнее Острув-Мазовецка и в боях за плацдарм на реке Нарев была объявлена благодарность.
На боевом счету гвардии подполковника В. П. Храмченко сотни уничтоженных на земле и в воздухе объектов, в том числе 76 уничтоженных группой штурмовиков Храмченко немецких самолётов на Брянском аэродроме в конце июля 1942 года и уничтоженная в конце августа того же года 594-м штурмовым полком немецкая авиабаза на Сещенском аэродроме.

### В послевоенное время
В 1946 году полковник В. П. Храмченко по состоянию здоровья ушёл в запас с должности командира 242-й ночной бомбардировочной авиационной дивизии 16-й воздушной армии Группы советских войск в Германии. В 1948 году после двухгодичного лечения в госпиталях направлен в Тульскую область начальником областного комитета ДОСААФ. С тех пор связал свою жизнь с Тулой.
Работал в Тульском аэроклубе, на Тульском машиностроительном заводе и в Тулгорстрое. Являлся членом президиума областного Совета ветеранов войны, труда, Вооружённых Сил и правоохранительных органов. Вёл активную работу по патриотическому воспитанию молодёжи. Часто посещал с лекциями учебные заведения, Дворцы культуры и предприятия города и области.
Умер 29 октября 2002 года в Туле.

## Публикации
- Храмченко В. П. Подвиги лётчиков бессмертны. — Тула: Папирус, 2012. — 228 с.
- О боях-пожарищах, о друзьях-товарищах… / В. П. Храмченко // Тул. строитель.— 2000.— № 2.— С. 19-21.
- Когда земля смыкается с облаками / В. П. Храмченко; подгот. С. Чекарькова // Тула вечерняя.— 1995.— 9 марта.
- Человек-легенда, человек-эпоха / В. П. Храмченко // Тула.— 2002.— 6 нояб.— С. 3: фото.
- Горело небо над врагом / В. Храмченко // Путь к коммунизму.— 1981.— 29 дек.
- И в небе, и на земле / В. П. Храмченко // Путь к коммунизму.— 1986.—20 дек.

## Награды и звания
Советские государственные награды:
- два ордена Красного Знамени (6 апреля 1943[3]; н/д)
- орден Александра Невского (23 октября 1944[7])
- три ордена Отечественной войны I степени (29 февраля 1944[8]; 9 июня 1945[9]; 6 апреля 1985[10])
- три ордена Красной Звезды (3 ноября 1944 — за выслугу лет в РККА; н/д; н/д)
- медали

Российские государственные награды:
- орден Жукова (31 декабря 1996, № 95)[11];
- медали.

За успешные действия 594-го бомбардировочного авиационного полка по разгрому немецких войск на тульской земле В. П. Храмченко присвоено звание почётного гражданина городов Тулы (2000), Плавска (2000) и посёлка Волово Тульской области.

## Семья, личная жизнь
Отец — Павел Иванович Храмченко (род. 1861). Мать — Елизавета Николаевна Князькова (род. 1870). В крестьянской семье было 7 детей.
Жена — Клавдия Порфирьевна Калмыкова (род. 1912). В семье Василия Павловича и Клавдии Порфирьевны было 5 сыновей: Владимир (род. 1935), Вячеслав (род. 1938), Александр (род. 1946), Сергей (род. 1952) и Николай (род. 1958). Жили в Туле в частном доме в Отбойном переулке.
В молодости увлекался лыжным спортом. В преклонном возрасте любил послевоенное кино, классическую литературу, эстраду, оперетту и драматический театр. Страстный поклонник русских исполнителей: Утёсова, Лемешева, Виноградова, Обуховой, Синявской, Магомаева и других. Даже после выхода в запас главное место в его жизни по-прежнему занимали Вооружённые Силы: «Я всегда с армией. Армия — моя судьба.»

## Память
В 2008 году в честь В. П. Храмченко названа средняя общеобразовательная школа № 31 города Тулы. Память о нём увековечена также в экспозициях краеведческих музеев Тулы, Плавска и посёлка Волово Тульской области.

### Статьи
- Писаревская М. День Победы 93-летний ветеран встретил на Красной площади // Тульский строитель.— 2000.— № 2.— С. 18-19.
- Бородин П. Это было 22 июня 41-го // Парламентская газета.— 2002.— 8 мая.— С. 2.
- Киреев Н. Первый таран // Российская газета.— 2002.— 28 марта.— С. 3.
- Щеглов В. Русский ас // Независимая газета.— 2000.— 22 июня.— С. 4.
- Щеглов В. Кавалер ордена Жукова // Красная Звезда.— 2002.— 30 апреля.
- Ладова Д. …А с Жуковым выпили по чарке // Тула вечерняя.— 2000.— 6 мая.— С. 3.
- Петров В. Фронтовые дороги полковника Храмченко // Тула вечерняя.— 1997.— 13 марта.
- Петров Н. Без пяти сто // Тул. известия.— 2002.— 13 марта.
- Простой хороший человек / подгот. С. Седых-Чекарькова // Тула.— 2002.— 21 дек.— С. 5.
- Седых С. Орден Жукова — ветерану // Тула вечерняя.— 1997.— 13 мая.— С. 5.
- Чекарькова С. Командир ночных охотников // Тула вечерняя.— 1992.— 9 мая.
- Человек — легенда // Тула.— 2000.— 23 сент.— С. 1.
- Шестаков К. «Мне тот бой не забыть нипочем…» // Тула.— 2002.— 13 марта.— С. 6.
- Шестаков К. Человек из легенды // Тула.— 2002.— 16 марта.— С. 3.
- Памяти В. П. Храмченко: [некролог] // Тульские известия.— 2002.— 31 окт.; Тула.— 2002.— 31 окт.— С. 16; Молодой коммунар.— 2002.—31 окт.